# Руф Ефеський

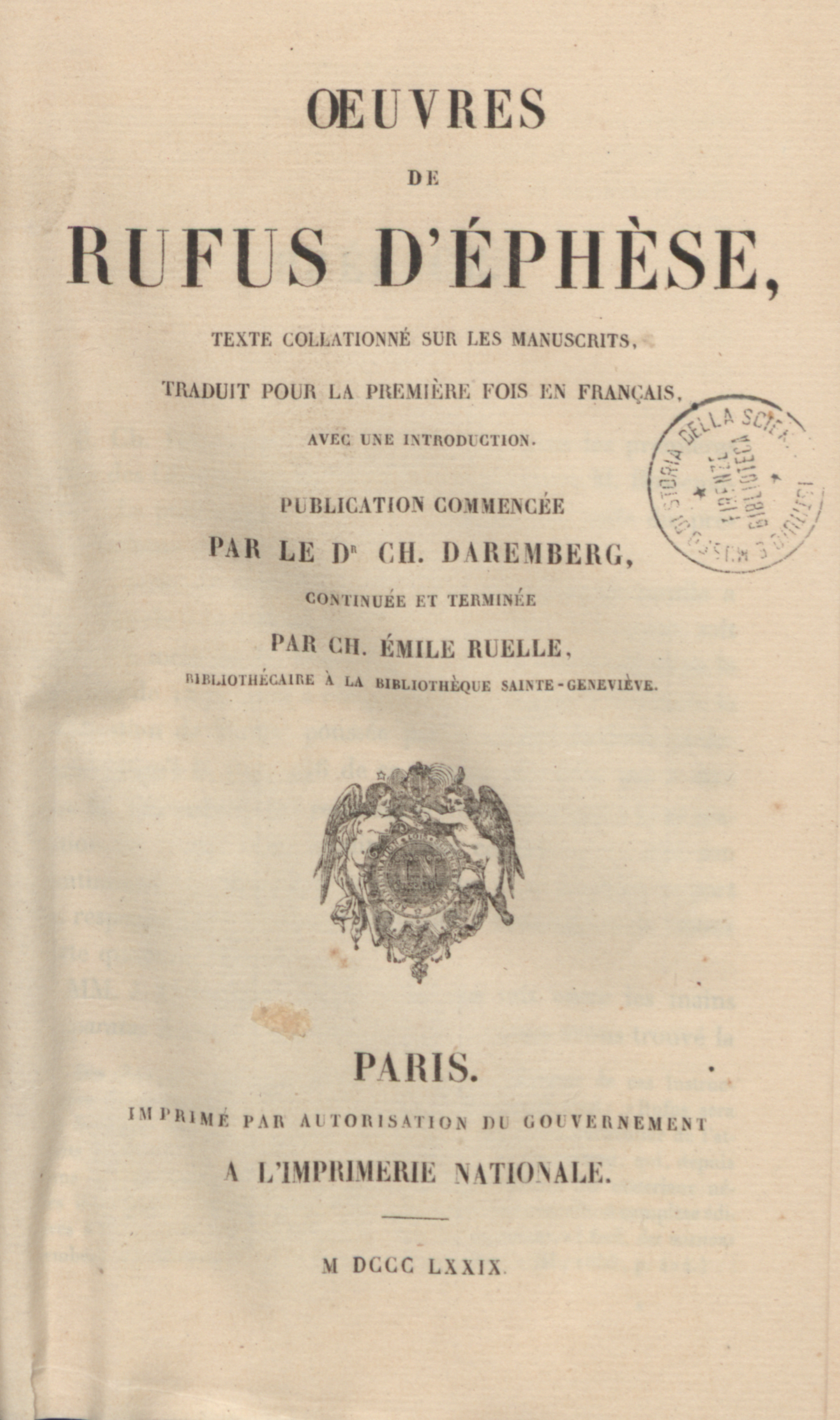
Ouvres, 1879

Руф Ефеський (дав.-гр. Ῥοῦθος; наприкінці I століття — початок II століття) — давньогрецький лікар часів династії Антонінів.

## Життєпис
Народився в Ефесі. Про батьків немає відомостей. За деякими даними Руф походив з лікарської сім'ї. Деякий час навчався в Александрії Єгипетській, згодом повернувся до рідного міста. Тут уславив ефеську медичну школу, яка стала однією з впливових у Римській імперії. Був вже доволі відомим за імператора Траяна, продовжив практику за Адріана. Втім щодо дати смерті немає жодних відомостей.

## Творчість
Руф був гіппократіком, тобто розвивав теорії Гіппократа. Займався анатомією і патологією людини, дієтикою і методикою лікування. Був автором безлічі творів у цих областях, серед них: «Про назви частин тіла людини», «Про хвороби нирок і печінки», «Проблеми лікування», «Короткі відомості про пульс», «Про очисні засоби». У доробку Руфа також є трактати стосовно ролі лікаря при покупці рабів.
Руфа часто цитував інший відомий лікар Клавдій Гален. Його праці цінували середньовічні арабські медики.